# Metopius halorus
Metopius halorus là một loài tò vò trong họ Ichneumonidae.